# NGC 4578
NGC 4578 é uma galáxia lenticular (S0) localizada na direcção da constelação de Virgo. Possui uma declinação de +09° 33' 20" e uma ascensão recta de 12 horas, 37 minutos e 30,6 segundos.
A galáxia NGC 4578 foi descoberta em 18 de Janeiro de 1784 por William Herschel.